# Гастон (Орегон)
Гастон (англ. Gaston) — місто (англ. city) в США, в окрузі Вашингтон штату Орегон. Населення — 676 осіб (2020).

## Географія
Гастон розташований за координатами 45°26′8″ пн. ш. 123°8′37″ зх. д. / 45.43556° пн. ш. 123.14361° зх. д. (45.435665, -123.143721).  За даними Бюро перепису населення США в 2010 році місто мало площу 0,71 км², уся площа — суходіл.

## Демографія
Згідно з переписом 2010 року, у місті мешкало 637 осіб у 241 домогосподарстві у складі 160 родин. Густота населення становила 894 особи/км².  Було 251 помешкання (352/км²).
Расовий склад населення:
| - 91,2 % — білих - 1,4 % — корінних американців - 0,6 % — азіатів - 0,3 % — чорних або афроамериканців - 0,2 % — вихідців з тихоокеанських островів - 3,3 % — осіб інших рас |

До двох чи більше рас належало 3,0 %. Частка іспаномовних становила 11,0 % від усіх жителів.
За віковим діапазоном населення розподілялося таким чином: 26,7 % — особи молодші 18 років, 67,3 % — особи у віці 18—64 років, 6,0 % — особи у віці 65 років та старші. Медіана віку мешканця становила 35,2 року. На 100 осіб жіночої статі у місті припадало 104,8 чоловіків;  на 100 жінок у віці від 18 років та старших — 114,2 чоловіків також старших 18 років.
Середній дохід на одне домашнє господарство  становив 65 641 долар США (медіана — 53 654), а середній дохід на одну сім'ю — 70 322 долари (медіана — 58 182). Медіана доходів становила 53 438 доларів для чоловіків та 30 375 доларів для жінок. За межею бідності перебувало 5,5 % осіб, у тому числі 16,8 % дітей у віці до 18 років та 3,6 % осіб у віці 65 років та старших.
Цивільне працевлаштоване населення становило 311 осіб. Основні галузі зайнятості: науковці, спеціалісти, менеджери — 18,0 %, освіта, охорона здоров'я та соціальна допомога — 17,4 %, роздрібна торгівля — 15,4 %.